# Emmaste
Emmaste är huvudort i Emmaste kommun i Hiiumaa (Dagö) i Estland, 150 km sydväst om huvudstaden Tallinn. Den ligger på södra delen av Dagö, 33 km söder om länshuvudorten Kärrdal. Emmaste hade 217 invånare år 2011.
I Emmaste ligger Emmaste kyrka sedan 1867 och Emmaste herrgård från 1826 där skolverksamhet bedrivs idag. 